# Kate McGregor
Kate McGregor, Katherine McGregor – australijska historyk specjalizująca się w historii Indonezji, wykładowca na Uniwersytecie w Melbourne.
Jest autorką książki History in Uniform: Military Ideology and the Construction of Indonesia's Past (2007) oraz artykułów zamieszczanych na łamach czasopism „Asian Studies Review”, „Indonesia”, „History Australia”, „Southeast Asia Research”, „Australian Journal of Asian Law”, „Critical Asian Studies” i „Kajian Malaysi”. 
Należy do redaktorów „Inside Indonesia”.